# James Bond 007: Blood Stone
James Bond 007: Blood Stone è un videogioco d'azione sviluppato dalla Bizarre Creations e pubblicato dalla Activision per Microsoft Windows, Nintendo DS, PlayStation 3 ed Xbox 360. È il ventiquattresimo videogioco nella serie di James Bond, benché non sia direttamente collegato con nessuno dei precedenti titoli. È il primo gioco da Everything or Nothing ad avere una storia originale. Il gioco è stato confermato dalla Activision il 16 luglio 2010, ed è stato poi pubblicato il 2 novembre 2010 in America del Nord ed il 5 novembre 2010 in Europa. GoldenEye 007 della Activision è stato pubblicato nello stesso giorno in entrambe le regioni. Blood Stone utilizza l'aspetto e le voci di Daniel Craig, Judi Dench e Joss Stone. James Bond 007: Blood Stone è stato l'ultimo titolo sviluppato dalla Bizarre Creations, prima della chiusura dell'azienda avvenuta il 18 febbraio 2011.